# Orobunus quadrispinosus
Genre
Espèce
Orobunus quadrispinosus, unique représentant du genre Orobunus, est une espèce d'opilions laniatores de la famille des Podoctidae.

## Distribution
Cette espèce est endémique de Nouvelle-Guinée. Elle se rencontre en Papouasie-Nouvelle-Guinée dans la province du Nord vers la baie d'Oro et en Indonésie en Nouvelle-Guinée occidentale vers Jayapura.

## Description
La femelle holotype mesure 3,2 mm et le mâle paratype 2,1 mm.

## Publication originale
- Goodnight & Goodnight, 1947 : « Report on a collection of phalangids from New Guinea. » Transactions of the American Microscopical Society, vol. 66, p. 328–338.